# Roberto Gabini
Roberto Gabini (Buenos Aires, 10. lipnja 1975.) argentinski je profesionalni košarkaš, s talijanskom putovnicom. Igra na poziciji krilnog centra, a može igrati i nisko krilo. Trenutačno je član talijanske Lottomatice Rim. 
Zbog svojih borbenih i požrtvovnih igara dobio je nadimak "El Tanque", što u prijevodu znači tenk.

## Karijera
Karijeru je započeo u argentinskom Regatas San Nicolásu, a nastavio u Obras Sanitariasu, Deportiva Atenasu, pa ponovo u Regatas San Nicolásu i na kraju u Boca Juniorsima. U sezoni 2003./04. odlazi u talijanski Basket Rimini. Sljedeće sezone bio je član španjolske TAU Cerámice, a sezonu kasnije CB Granade. Danas je član talijanske Lottomatice Rim. 

## Vanjske poveznice
- Profil  Arhivirana inačica izvorne stranice od 29. travnja 2009. (Wayback Machine) na Lega Basket Serie A
- Profil  Arhivirana inačica izvorne stranice od 20. prosinca 2008. (Wayback Machine) na Virtus Roma